# كارل راسموسن (ممثل)
كارل راسموسن (بالنرويجية: Carl Børseth Rasmussen)‏ (و. 1909 – 1965 م) هو ممثل نرويجي، ولد في برغن، توفي عن عمر يناهز 56 عاماً.

## روابط خارجية
- كارل راسموسن على موقع IMDb (الإنجليزية)